# Тычков, Анатолий Георгиевич
Анатолий Георгиевич Тычков (5 декабря 1925, Раздор, Астраханская область — 30 сентября 1997, Астрахань) — советский военнослужащий, участник Великой Отечественной войны, полный кавалер ордена Славы, наводчик противотанкового ружья 3-го отдельного противотанкового батальона 7-й гвардейской армии 2-го Украинского фронта, ефрейтор; разведчик разведывательного взвода 190-го армейского запасного стрелкового полка 7-й гвардейской армии 2-го Украинского фронта, ефрейтор.

## Биография
Родился 5 декабря 1925 года в селе Раздор Камызякского района Астраханской области. Член КПСС с 1953 года. Образование среднее. Работал в колхозе.
В Красной Армии с августа 1942 года. В боях Великой Отечественной войны с марта 1943 года. Сражался на 2-м Украинском фронте. Принимал участие в освобождении Украины, Румынии, Венгрии.
Наводчик противотанкового ружья 3-го отдельного противотанкового батальона ефрейтор Анатолий Тычков в составе группы поиска 1 января 1944 года проник в расположение противника в районе города Кировоград и захватил «языка». Прикрывая отход разведчиков, уничтожил четверых солдат. За мужество и отвагу, проявленные в боях, ефрейтор Тычков Анатолий Георгиевич 29 февраля 1944 года награждён орденом Славы 3-й степени.
25 июня 1944 года Анатолий Тычков в составе разведгруппы вышел к передовым позициям врага у города Тыргу-Фрумос и уничтожил троих пехотинцев, гранатами подавил огонь пулемета. Был ранен, но продолжал вести бой. За мужество и отвагу, проявленные в боях, ефрейтор Тычков Анатолий Георгиевич 29 июля 1944 года награждён орденом Славы 2-й степени.
Разведчик разведывательного взвода 190-го армейского запасного стрелкового полка той же армии и фронта ефрейтор Анатолий Тычков 20 декабря 1944 года при выполнении
боевой задачи ворвался в траншею врага в районе города Будапешт, захватил пехотинца и доставил его в штаб армии. За период боевых действий десятки раз пробирался в тыл неприятеля и нередко доставлял «языка». Восемь раз был ранен.
Указом Президиума Верховного Совета СССР от 24 марта 1945 года за образцовое выполнение заданий командования в боях с немецко-вражескими захватчиками ефрейтор Тычков Анатолий Георгиевич награждён орденом Славы 1-й степени, став полным кавалером ордена Славы.
После войны продолжал службу в Вооруженных Силах СССР. В 1952 году старшина А. Г. Тычков уволен в запас. Вернулся на родину. Работал механиком. Жил в городе Астрахань. Умер.
Награждён орденом Отечественной войны 1-й степени, орденами Славы 1-й, 2-й и 3-й степени, медалями.
В мае 2000 года на доме № 52 по улице Коммунистической, в котором долгое время жил полный кавалер ордена Славы А. Г. Тычков, установлена мемориальная доска.